# Distrito de Tuti
El distrito de Tuti es uno de los veinte distritos que conforman la provincia de Caylloma en el departamento de Arequipa, bajo la administración del Gobierno regional de Arequipa, en el sur del Perú.
Desde el punto de vista jerárquico de la Iglesia católica forma parte de la Arquidiócesis de Arequipa.

## Historia

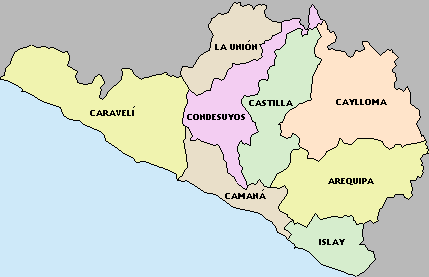
Provincias de Arequipa.

Entre 1571 y 1574 pertenecía al repartimiento de Yanque Collawas, y en la época de las reducciones se formó con el nombre de Espinar de Tute.
En 1609, un sismo destruye buena parte de la reducción y se crea, de manera espontánea, en una localización diferente, la nueva doctrina de la Santa Cruz de Tuti.

## Etimología
La palabra Tuti proviene del aimara, que quiere decir "lugar donde abundan deshechos, basura". Aunque para otros autores buscan como antecedente la palabra “tuta” que significa "noche u oscuridad".

## Patrimonio
Iglesia parroquial católica, Santa Cruz de Tuti, construida entre el segundo y último tercio del siglo XVIII en estilo barroco mestizo, edificio de menores dimensiones del Valle del Colca, portada con arco de medio punto con relieves de rosetones en el trasdós y, a los lados, columnas de fuste liso con doble capitel que remata en pináculos con relieves de querubines.
- Cuevas de Pumunuta
- Complejo de Machullacta
- Complejo de Cayachapi
- Complejo de Layacalayca
- Sara Chacra
- Pintura rupestre

## Autoridades

### Municipales
- 2019-2022
  - Alcalde: Yoni Yanque Cusi.

## Festividades
- Carnavales.
- Santa Cruz